# Кирилюк, Евгений Прохорович
Евге́ний Про́хорович Кирилю́к (укр. Євген Прохорович Кирилюк; 1902—1989) — украинский советский литературовед.

## Биография
Родился 18 марта 1902 года в Варшаве (ныне Польша) в семье мелкого чиновника городского магистрата Варшавы. После смерти отца семья переехала в Винницу.
В 1919 году Е. Кирилюк окончил гимназию и начал работать в винницком уездном, а позднее в губернском отделе народного образования. В 1921 году — сотрудник газеты «Известия Подольского губревкома».
Продолжил обучение в Винницком институте народного образования. В 1924 году был призван в РККА, службу проходил в Киеве. После службы в армии работал заведующим отделом редакции киевской газеты «Молодой большевик» и учился в Высшем институте народного образования имени М. П. Драгоманова (теперь Киевский национальный университет имени Тараса Шевченко).
После окончания института в 1926 году поступил в аспирантуру при Киевском филиале Института Т. Г. Шевченко НКО СССР.
В 1934 году Е. П. Кирилюк был принят в СП СССР. В 1939 году защитил кандидатскую диссертацию «Панас Мирный. Жизнь и творчество».
В годы Великой Отечественной войны был фронтовой военный корреспондент, получил тяжелое ранение.
После выздоровления вернулся в Киев, где был назначен директором киевского Музея Т. Г. Шевченко АН УССР. С 1946 года — заведующий отделом шевченковедения в Институте литературы имени Т. Г. Шевченко.
В 1952 году ученый защитил докторскую диссертацию «Реализм Шевченко». Был признанным руководителем и организатором шевченковской науки. Постоянный интерес проявлялся им к развитию шевченковских исследований. Под его руководством было проведено 26 Шевченковских конференций.
Доктор филологических наук, член-корреспондент (академик) АН УССР.
Умер 24 июня 1989 года в Киеве. Похоронен на Байковом кладбище.

## Научная деятельность
Автор историко-литературных и критических работ на темы дооктябрьской и советской литературы, многие из них посвящены жизни и творчеству Т. Г. Шевченко.
Е. П. Кирилюку принадлежит более 800 научно-литературоведческих работ, в том числе многих монографий. Среди них:
- Иван Франко — великий украинский писатель: к 100-летию со дня рождения (1956),
- Іван Франко: біографічний нарис (1956),
- Шевченко і слов’янські народи (1958),
- Т. Г. Шевченко. Життя i творчість (1959) — (Ленинская премия)
- Шевченко и наше время (1968),
- Тарас Шевченко (1988),
- Куліш і Шевченко,
- Шевченко-прозаїк,
- Життя Шевченка,
- Шевченко і поезія,
- Шевченко і Кирило-Мефодієвське братство,
- Шевченко як мислитель,
- Народність Шевченка и др.

Председатель редколлегии и соавтор «Истории украинской литературы» (в 8 тт., 1967—1971), 2-томного «Шевченковского словаря» (1976—1977).
Редактор академического шеститомного «Полного собрания сочинений Т. Г. Шевченко» (1963—1964).
Литературоведческие исследования Е. Кирилюка охватывали широкий пласт выдающихся произведений украинской и мировой литературы — от «Слова о полку Игореве» до произведений его современников: И. Котляревского, П. Грабовского, Панаса Мирного, Марко Вовчок, И. Я. Франко, О. Кобылянской, М. Кропивницкого, И. Нечуй — Левицкого, Е. Гребёнки, С. Скляренко, П. Г. Тычины, М. Ф. Рыльского, В. Н. Сосюры, М. А. Стельмаха, О. Гончара и других.
Автор учебников и хрестоматий по украинской литературе, которые с 1935 года изучались в школах УССР и неоднократно переиздавались.

## Награды и премии
- Ленинская премия (1964) — за книгу «Т. Г. Шевченко. Життя i творчість» (1959)
- Государственная премия УССР имени Т. Г. Шевченко (1980) — за «Шевченковский словарь» в 2 томах.
- Заслуженный деятель науки УССР (1972)
- Орден Отечественной войны I степени (6.4.1985)
- медали